# Максаров, Цыбик Цыденжапович
Цыбик Цыденжапович Максаров (бур. Максаров Сэдэнжабай Сэбэг;  род. 24 февраля 1985, Урда-Ага, Читинская область или Агинский район, Читинская область) — российский борец вольного стиля, бронзовый призёр чемпионата России 2017 года, победитель и призёр всероссийских и международных турниров, мастер спорта России международного класса. Выступает в супертяжёлой весовой категории (до 125 кг). Живёт в Улан-Удэ. Работает тренером-преподавателем по вольной борьбе. Является старшим тренером Бурятии по бурятской борьбе.

## Спортивные результаты
- Кубок президента Бурятии 2011 года — ;
- Международный турнир Д. А. Кунаева 2016 года — ;
- Кубок президента Бурятии 2017 года — ;
- Чемпионат России по вольной борьбе 2017 года — ;
- Кубок президента Бурятии 2018 года — ;